# Casais Inteligentes Enriquecem Juntos
Casais Inteligentes Enriquecem Juntos é um livro do escritor brasileiro Gustavo Cerbasi, lançado em 2004. Foi o nono livro mais vendido no Brasil em 2009 na categoria "Autoajuda e esoterismo", conforme levantamento da Revista Veja.
Em 2012 é lançado o filme inspirado no livro com o nome de Até que a Sorte nos Separe, superando a marca de 2 milhões de espectadores. No ano seguinte foi lançado a segunda parte do filme e em 2015 a última parte.